# Edward B. Lewis
Edward B. Lewis (20 tháng 5 năm 1918 – 21 tháng 7 năm 2004) là một nhà di truyền học người Mỹ, đã đoạt giải Nobel Sinh lý và Y khoa năm 1995.

## Cuộc đời và Sự nghiệp
Lewis sinh tại Wilkes-Barre, Pennsylvania ngày 20.5.1918. Ông tốt nghiệp trường E. L. Meyers High School. Năm 1939, ông đậu bằng cử nhân ngành thống kê sinh học (Biostatistics) ở Đại học Minnesota, nơi ông nghiên cứu về ruồi giấm (Drosophila melanogaster) ở phòng thí nghiệm của C.P. Oliver. Năm 1942 Lewis đậu bằng tiến sĩ ở Học viện Công nghệ California (Caltech), dưới sự hướng dẫn của Alfred Sturtevant. Sau khi phục vụ như một nhà khí tượng học trong Không quân Hoa Kỳ thời Chiến tranh thế giới thứ hai, năm 1946 Lewis trở về giảng dạy ở Học viện Công nghệ California như một trợ giáo (instructor). Năm 1956 ông được bổ nhiệm làm giáo sư khoa Sinh học.
Lewis đoạt giải Nobel Sinh lý và Y khoa năm 1995 cho công trình nghiên cứu về ruồi giấm, (kể cả việc phát hiện ra Bithorax complex của ruồi giấm và việc làm sáng tỏ chức năng của nó) cùng lập ra lãnh vực Sinh học phát triển. Ông cũng lập ra complementation test. Các tác phẩm then chốt của ông trong các lãnh vực di truyền học, sinh học phát triển, bức xạ và ung thư được trình bày trong quyển Genes, Development and Cancer (Các gien, Sự phát triển và bệnh Ung thư) phát hành năm 2004.

## Giải thưởng
- Huy chương Thomas Hunt Morgan (1983)
- Giải quốc tế Quỹ Gairdner (1987)
- Giải Wolf về Y học (1989)
- Giải Rosenstiel (1990)
- Huy chương Khoa học quốc gia (Hoa Kỳ) (1990)
- Giải Albert Lasker cho nghiên cứu Y học cơ bản (1991)
- Giải Louisa Gross Horwitz (1992)
- Giải Nobel Sinh lý và Y khoa 1995

## Các tác dụng của bức xạ
Trong thập niên 1950, Dr. Lewis nghiên cứu các tác dụng của sự bức xạ từ tia X, mưa bụi phóng xạ cùng các nguồn khác như một nguyên nhân có thể gây ra bệnh ung thư. Ông xem xét lại các hồ sơ y khoa của các người sống sót sau vụ ném bom nguyên tử xuống Hiroshima và Nagasaki, cũng như các chuyên viên phụ trách máy chiếu tia X và các bệnh nhân bị chiếu X-quang. Lewis kết luận là "nguy cơ của bức xạ đối với sức khoẻ đã bị đánh giá thấp". Dr. Lewis đã xuất bản các bài khảo luận trong tạp chí Science (Khoa học) cùng các báo khác và làm một cuộc tường trình trước Ủy ban nguyên tử năng của Quốc hội Hoa Kỳ năm 1957.

## Phỏng vấn
Ngày 20.11.2001 Dr. Lewis đã được Dr. Elliot Meyerowitz phỏng vấn ở Thư viện Kerckhoff của Học viện Công nghệ California, tại Pasadena, California. Cuộc phỏng vấn này được thu vào đĩa DVD năm 2004 với tên "Conversations in Genetics: Volume 1, No. 3 - Edward B. Lewis; An Oral History of Our Intellectual Heritage in Genetics" dài 67 phút; Nhà sản xuất Rochelle Easton Esposito; Hội Di truyền học Hoa Kỳ.